# Bundeswahlkreis Brand
Koordinaten: 39° 19′ S, 115° 48′ O

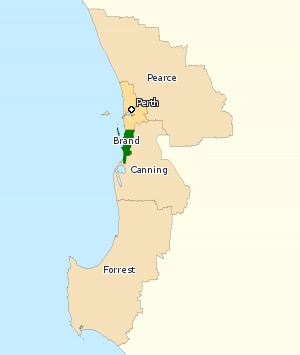
Lage des Wahlkreises im westlichen Teil von Western Australia.

Der Bundeswahlkreis Brand ist ein Wahlkreis (englisch electoral division) für die Wahl eines Abgeordneten des australischen Repräsentantenhauses. Er liegt im westlichen Teil des australischen Bundesstaates Western Australia südlich von Perth. Der Wahlkreis umfasst die Orte Kwinana, Rockingham und Mandurah.
Er wurde 1984 angelegt und nach dem australischen Politiker David Brand benannt, der Premierminister von Western Australia war.
Seit 2016 ist Madeleine King von der Australian Labor Party der amtierende Abgeordnete des Wahlkreises.

## Bisherige Abgeordnete
| Name           | Partei                 | Amtszeiten |
| -------------- | ---------------------- | ---------- |
| Wendy Fatin    | Australian Labor Party | 1984–1996  |
| Kim Beazley    | Australian Labor Party | 1996–2007  |
| Gary Gray      | Australian Labor Party | 2007–2016  |
| Madeleine King | Australian Labor Party | 2016–      |